# Eva Marcille
Eva Marcille Pigford, conosciuta anche solo come Eva Marcille (Los Angeles, 30 ottobre 1984), è un'attrice e modella statunitense.

## Biografia
È stata la vincitrice della terza edizione del reality show America's Next Top Model nel 2005 detenendo i primati di prima afroamericana e modella più bassa a vincere la competizione. Dopo la vittoria ha partecipato a diverse trasmissioni televisive, diversi film e come personaggio secondario in alcuni telefilm. Dal giugno 2008 interpreta il personaggio di Tyra Hamilton nella soap-opera della CBS Febbre d'amore.
Come fotomodella, dopo la vittoria nel reality, è stata sulle copertine di numerose riviste, tra cui Brides Noir, Women's Health and Fitness, King, IONA e Essence. Servizi su di lei sono stati pubblicati anche su Jewel Magazine, In Touch Weekly, Star Magazine, Elle, Elle Girl. Inoltre servizi per DKNY, CoverGirl e Marc Eckō.
Il suo secondo nome - Marcille - usato come cognome, è una fusione dei nomi delle sue nonne: Marjorie e Lucille. È accreditata e conosciuta anche come "Eva Pifgord" o con gli pseudonimi "Eva The Diva", "D-Eva", "Eva Diva".
Dal 2013 è impegnata con il rapper Kevin McCall dal quale ha avuto la sua prima figlia, Marley Rae, il 31 gennaio 2014.

## Filmografia

### Cinema
- Manuale d'infedeltà per uomini sposati (I Think I Love My Wife), regia di Chris Rock (2007)

### Televisione
- America's Next Top Model – programma TV, vincitrice (2004)
- Kevin Hill – serie TV, episodi 1x16, 1x20 (2005)
- Smallville – serie TV, episodio 7x03 (2007)
- Tutti odiano Chris (Everybody Hates Chris) – serie TV, episodio 3x08 (2007)
- Febbre d'amore (The Young and the Restless) – serie TV, 72 episodi (2007–2011)
- Tyler Perry's House of Payne – serie TV, 6 episodi (2008–2009)